# Bartatua
Bartatua ali Prototij je bil skitski kralj, ki je vladal med skitsko naselitvijo v zahodni Aziji v 7. stoletju pr. n. št.

## Zgodovinsko ozadje
V 8. in 7. stoletju pr. n. št. je znatno gibanje nomadov iz evrazijskih step pripeljalo Skite v jugozahodno Azijo. Gibanje se je začelo, ko so se proti zahodu preselili Skitom sorodni Masageti  ali Isedoni, in prisilili zgodnje Skite na selitev na zahod čez reko Araks (Volga) v Kaspijsko stepo. 
Skiti so se kasneje razširili proti jugu ob zahodni obali Kaspijskega jezera in prispeli v stepe na severnem Kavkazu in od tam na območje današnjega Azerbajdžana. Vzhodno Zakavkazje je bilo središče njihovega  delovanja v zahodni Aziji do zgodnjega 6. stoletja pr. n. št. Stik s civilizacijo zahodne Azije je pomembno vplival na oblikovanje skitske kulture.

## Življenje in vladanje
Bartatua je bil naslednik skitskega kralja Išpakaje in bil morda njegov sin. Potem ko je Išpakaja okoli leta 676 pr. n. št. napadel Novoasirsko cesarstvo in umrl v bitki proti asirskemu kralju Asarhadonu, ga je nasledil Bartatua.
Sredi 670. let pr. n. št. so Bartatujevi Skiti v zavezništvu z vzhodno skupino Kimercev grozili asirskima provincama Parsumaš in Bit Hamban in komunikaciji med Asirskim cesarstvom in njegovim vazalom Hubuškijo. Asirci so se takoj po Išpakajevi smrti začeli pogajati z Bartatuo. Leta 672 pr. n. št. je Bartatua zaprosil za roko Asarhadonove hčerke Šerua-etirat, kar potrjujejo Asarhadonova vprašanja Sončevemu preročišču boga Šamaša. Ali se je poroka res zgodila, v asirskih besedilih ni izrecno zapisano, vendar tesno zavezništvo med Skiti in Asirijo med Bartatujevo vladavino in vladavino njegovega sina in naslednika Madija kažejo, da so asirski svečeniki poroko hčerke asirskega kralja in nomadskega vladarja odobrili, kar se v asirski zgodovini še ni zgodilo. Šerua-etirat je bila verjetno mati Bartatujevega sina Madija.
Poroka s Šerua-etirat je zahtevala, da Bartatua obljubi zvestobo Asiriji kot njen vazal in v skladu z asirsko zakonodajo vlada na ozemljih, ki mu jih bo podelil asirski kralj. Obljuba je pomenila širitev Asirskega cesarstva na skitska ozemlja v zahodni Aziji, moč Skitov pa je hkrati postala zelo odvisna od njihovega sodelovanja z Asirskim cesarstvom. Približno v tistem času je urartski kralj Rusa II. morda najel tudi skitske čete za varovanje svojih zahodnih meja.
V letih 660 do 659 pr. n. št. je Asarhadonov sin in naslednik  Asurbanipal poslal svojega generala Nabu-šar-usurja na pohod proti Manejcem, zaveznikom Bartatujevega predhodnika Išpakaje, ki so razširili svoje ozemlje na račun Asirije. Manejski kralj Ahseri je zaman poskušal ustaviti asirsko napredovanje, potem pa so se mu Manejci uprli, ga odstavili in ubili skupaj z večino njegove dinastije. Njegov preživeli sin Uali je zaprosil za pomoč Asirijo. Asirski posrednik je bil skitski kralj, ki je nato svojo oblast razširil na Manejsko kraljestvo.
Zakonska zveza skitskega kralja z asirsko princeso in bližina Manejskega in Urartskega kraljestva so močno vplivali na skitsko kulturo.
Bartatuo je nasledil njegov sin Madij. Med njegovo vladavino je moč Skitov v zahodni Aziji dosegla svoj vrhunec.

## Zapuščina
Grško-rimski avtorji so Bartatuo, njegove predhodnike in naslednike, vključno z njegovim sinom Madijem, zamešali v eno osebo. Trdili so,  da je bil Madij tisti, ki je vodil Skite iz Srednje Azije,  da so pregnali Kimerce iz njihove domovine, premagali Medijce in legendarnega  egipčanskega kralja Sesostrisa, za več let uvedli svojo oblast nad Azijo in se nato vrnili v Skitijo. Kasnejši grško-rimski avtorji so tega skitskega kralja imenovali Idantirsos ali Tanausis, čeprav je ta Idantirsos legendarna osebnost, ločena od kasnejšega zgodovinskega skitskega kralja Idantirsusa, po katerem so Grki-Rimljani vzeli ime.
Po eni od teorij naj bi bil legendarni armenski kralj Parujur Skajordi, omenjen v zgodovini Movzesa Horenacija, istovetem z Bartatuo.